# Genunis
|  | No s'ha de confondre amb Genauns. |

Els genunis (llatí: Genunii) foren un poble celta de Britànnia esmentat només per Pausànies que indica que Antoní va arrabassar als brigantis una part de les seves terres perquè havien fet la guerra als genunii, que eren fidels tributaris dels romans.